# Rawang Pasar IV
Rawang Pasar IV is een bestuurslaag in het regentschap Asahan van de provincie Noord-Sumatra, Indonesië. Rawang Pasar IV telt 2911 inwoners (volkstelling 2010).